# 11006 Gilson
11006 Gilson este un asteroid din centura principală de asteroizi.

## Descriere
11006 Gilson este un asteroid din centura principală de asteroizi. A fost descoperit pe 9 octombrie 1980 la Observatorul Palomar de Carolyn S. Shoemaker și Eugene M. Shoemaker. Asteroidul prezintă o orbită caracterizată de o semiaxă mare de 2,18 ua, o excentricitate de 0,15 și o înclinație de 1,6° în raport cu ecliptica.